# Lionello Levi Sandri
Lionello Levi Sandri (ur. 5 października 1910 roku w Mediolanie, zm. 14 kwietnia 1991 roku w Rzymie) – włoski polityk, Komisarz ds. Społecznych w pierwszej i drugiej komisji Waltera Hallsteina oraz komisji Jeana Reya (1961–1970).